# Felo Batista
Rafael Batista Hernández (Las Palmas de Gran Canaria, España, 24 de octubre de 1936) conocido como Felo es un exfutbolista profesional español.

## Trayectoria
Jugaba como centrocampista y desarrolló su carrera  en la Unión Deportiva Las Palmas, Real Madrid Club de Fútbol y Sevilla FC.
La velocidad, el dominio del balón y la visión de juego de este futbolista destacan especialmente en un gol que marcó en el segundo 35 del partido de los octavos de final de la Copa de Europa 61/62. En esa jornada el Real Madrid FC venció a la Juventus. Probablemente, se trata del tanto más rápido encajado en una competición europea por el equipo merengue.
No en vano, Felo compartió alineación con jugadores como Alfredo Di Stéfano o Ferenc Puskás: figuras clave de una etapa histórica para el equipo, entonces presidido por Santiago Bernabeu. Forma parte de esa generación que conformaron el Madrid de los yeyé entre los que se encuentran José Araquistáin, Enrique Pérez «Pachín», Pedro de Felipe, Manuel Sanchis Martínez, José Martínez «Pirri», Ignacio Zoco, Fernando Serena, Amancio Amaro, Ramón Grosso y Manuel Velázquez.

## Clubes
| Club              | País   | Año       | Part. | Goles |
| ----------------- | ------ | --------- | ----- | ----- |
| UD Las Palmas     | España | 1956-1960 | 57    | 7     |
| Real Madrid C. F. | España | 1960-1965 | 46    | 5     |
| Sevilla FC        | España | 1965-1967 | 23    | 2     |

## Palmarés

### Torneos locales
| Título                | Club              | País   | Año     |
| --------------------- | ----------------- | ------ | ------- |
| Campeonato de Liga    | Real Madrid C. F. | España | 1960-61 |
| Campeonato de Liga    | Real Madrid C. F. | España | 1961-62 |
| Copa del Generalísimo | Real Madrid C. F. | España | 1961-62 |
| Campeonato de Liga    | Real Madrid C. F. | España | 1962-63 |
| Campeonato de Liga    | Real Madrid C. F. | España | 1963-64 |
| Campeonato de Liga    | Real Madrid C. F. | España | 1964-65 |

### Torneos internacionales
- Copa Intercontinental (1): 1960